# 凡妮莎·梅
凡妮莎·梅（德語：Vanessa Mai，1992年5月2日—），出生於德國阿斯帕赫（巴登-符騰堡），是克羅埃西亞裔的德國流行音樂女歌手。曾是無雲樂隊一員，由於樂隊其他成員的退出使得凡妮莎·梅扛下樂團之責，凡妮莎·梅在宣傳期告一段落後，也決定單飛追求個人歌唱事業。

## 生平
凡妮莎·梅是一位有魅力的歌手和舞者 ，以電子舞蹈流行音樂為主。凡妮莎·梅出生於1992年5月2日在德國阿斯帕赫，父親是克羅埃西亞的音樂家，母親則為德國人，而凡妮莎·梅就在一個音樂家庭中長大。鼓勵從小就開始唱歌，甚至經常和父親一起在舞台上演出，後來加入學校音樂隊。在她青少年時期，曾經也是嘻哈樂團Getting Craz'd的成員之一。
在2013年 ，凡妮莎·梅認識他的經理Andreas Ferber。2016年年初與Andreas Ferber訂婚，他們在2017年6月6日舉行民間結婚儀式，並在2017年6月12日在馬約卡島波連斯薩 ( Mallorca Pollença ) 教堂正式結婚。
Vanessa Mandekic 決定以自己出生的月份 ，5月當作藝名 Vanessa Mai（Mai 是德語的5月）。

## 音樂事業

### Wolkenfrei ( 2012 ~ 2015 )
因為 ( 2011年 ) 主唱Heike Wanner健康因素而退出，在2012年，電子鋼琴手Marc Fischer和吉他手Stefan Kinski所成立的樂團，Marc Fischer Band ( 樂團舊名 ) 決定更深入流行領域，隨後更名為Wolkenfrei，同年5月演唱會Marc Fischer找來歌舞雙才的凡妮莎·梅入替新主唱一職。
2013年7月，發行出道單曲《 Jeans, T-Shirt und Freiheit 》。隨後在2014年2月，發行《 Endlos Verliebt 》，在專輯中誕生了數張單曲，更達到了18首歌曲。
2015年，就在籌備《 Wachgeküsst 》新作品之際，Marc 選擇退居幕後，Stefan 則回歸家庭與職場，兩人皆離開Wolkenfrei，獨剩 Vanessa 扛下樂團之責，專輯空降德國榜 TOP7，開出亮眼佳績。凡妮莎在宣傳期告一段落後，也決定單飛追求個人歌唱事業！

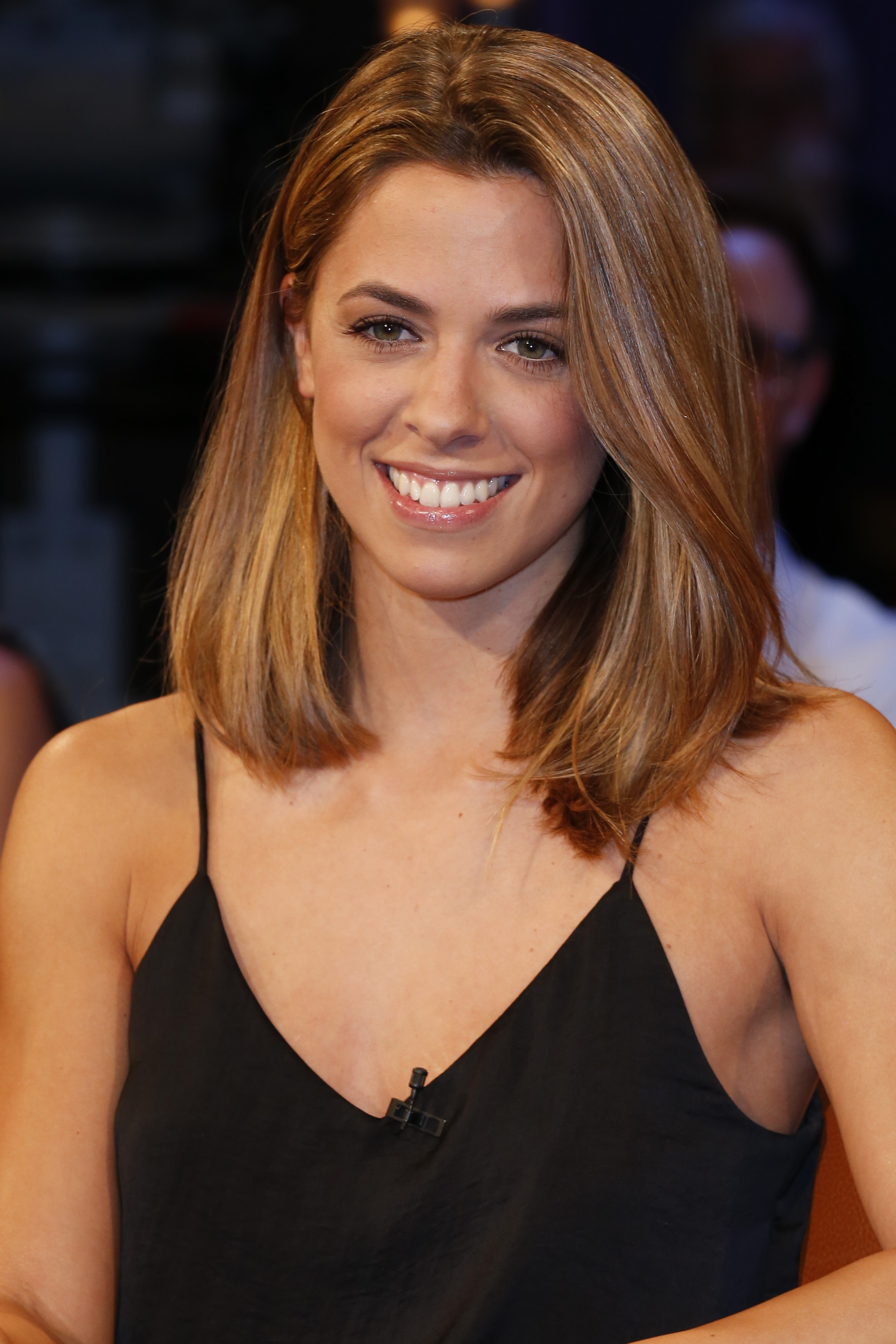
凡妮莎·梅，參加NDR脫口秀節目 (2016年3月6日)

### 獨唱生涯 ( 2016至今 )
成功之後，凡妮莎·梅參加第13季德國現場節目歌唱比賽“超級巨星”。此外，在這段時間裡，透露出，Marc 和 Stefan 退出 Wolkenfrei 之後，樂隊將以凡妮莎·梅的名義前進。
2016年5月4日，發行凡妮莎·梅出道的第3張專輯《 Für dich 》，也是她單飛的第一張大碟，並以“Ich Sterb für dich”為單曲。
2017年1月6日，發行《 Für dich - Live aus Berlin 》，是凡妮莎·梅於2016年10月10日在柏林現場演唱會所收錄的專輯。
2017年8月11日，發行專輯《 Regenbogen 》，這次的專輯可帶著俏皮的風格。
於2018年1月12日，再次發行專輯《 Regenbogen 》，不過這次是( Gold Edition )，意味著曲風不同和加上了一些新歌，讓歌迷們有著不同的新感受。
2018年8月3日，新專輯《Schlager》，這次專輯名稱就是德語系國家的一種流行歌舞曲意思，主打《Wir 2 Immer 1 》，還找了Olexesh饒舌歌手一同演唱，又為此次專輯帶來前所未有的新風格。

## 唱片
- Endlos Verliebt (2014)
- Wachgeküsst (2015)
- Für dich (2016)
- Für dich - Live aus Berlin (2017)
- Regenbogen (2017)
- Regenbogen  [Gold Edition]  (2018)
- Schlager (2018)
- Beste Version［單曲］（2019）
- Für immer (2020)
- Metamorphosis (2022)
- Matrix (2024)